# Bloomfield (Missouri)
Bloomfield város az USA Missouri államában, Stoddard megye megyeszékhelye. Lakosainak száma 1755 fő (2020. április 1.).

## Népesség
A település népességének változása:

| 2010 | 1 933 |
| 2020 | 1 755 |